# مریان (مونتانا)
مریان (به انگلیسی: Marion) شهری در ایالت مونتانا کشور ایالات متحده آمریکا است که جمعیت آن در سرشماری سال ۲۰۱۰ میلادی، ۸۸۶ نفر بوده‌است.